# Pappaceras
Pappaceras — вимерлий рід носорогів раннього еоцену Азії, що належить до Paraceratheriidae.

## Опис
Pappaceras відомі з великої кількості черепного матеріалу, хоча лише деякі мізерні посткраніальні залишки. Найбільшим видом є P. confluens, потім P. minuta. Кожен вид відрізняється морфологією щокових зубів, при цьому решта черепа досить схожа. Подібно до примітивних носорогів, Pappaceras має тупі кінці на кінчиках носа, над носовим розрізом. На відміну від усіх сучасних носорогів, носова частина Pappaceras, а також багатьох споріднених родів не має складчастості, що свідчить про відсутність у них будь-якої форми рогу. Носовий розріз простягається досить далеко у верхню щелепу, закінчуючись трохи позаду ікла. Pappaceras має невелику діастему після різця, не таку велику, як її нащадки, і подібну за розміром до Hyracodon.

## Поширення і середовище проживання
Останки Pappaceras були знайдені по всій Азії. Найважливіші залишки належать до формації Аршанто раннього еоцену у Внутрішній Монголії (Китай). У 1963 році вид Pappaceras confluens був описаний з того ж регіону, ймовірно, в межах тієї ж формації. Pappaceras minuta також базується на верхній щелепі з формації Ірдін Манха. P. confluens відомий з формації Шара-Мурун, формації Улан-Шіре та формації Хоулджін, а також у формації Аршанто. P. minuta відомий лише зі зразків формації Аршанто, як і P. meiomenus і, можливо, формації Шара Мурун у Китаї та формації Колпак у Казахстані.